# Archamia flavofasciata
Archamia flavofasciata és una espècie de peix pertanyent a la família dels apogònids.

## Descripció
- Pot arribar a fer 7,9 cm de llargària màxima.
- 7 espines i 9 radis tous a l'aleta dorsal i 2 espines i 12-14 radis tous a l'anal.
- És de color gris rosat.[5][6]

## Hàbitat
És un peix marí, pelàgic-nerític i de clima tropical que viu entre 3 i 13 m de fondària.

## Distribució geogràfica
Es troba a l'Índic occidental: des de Mombasa (Kenya) fins a Durban (Sud-àfrica) i Madagascar.

## Observacions
És inofensiu per als humans.